# アクロイド殺し
『アクロイド殺し』（アクロイドごろし、原題：The Murder of Roger Ackroyd）は、アガサ・クリスティが1926年に発表した長編推理小説である。クリスティ6作目の長編で、エルキュール・ポアロ・シリーズの3作目にあたる。本作は1925年7月16日から9月16日にかけて『ロンドン・イブニング・ニュース』紙に Who Killed Ackroyd? の題で54話の連載小説として掲載され、後にコリンズ社から1冊の単行本として出版された。
この作品は、ポアロの隣人により書かれた手記という形をとるが、実はその隣人自身が犯人であったため、「語り手が犯人である」という叙述トリックが読者に対してフェアかどうかの論争を引き起こすことになった（後述#フェア・アンフェア論争を参照）。現在でも推理小説史上に残る名著として、クリスティの代表作の一つに挙げられている（詳しくは#作品の評価および#本作のトリックを参照）。

## あらすじ
事件の発端
キングズ・アボット村のフェラーズ夫人が亡くなった。夫人は未亡人だが大変裕福で、村のもう一人の富豪ロジャー・アクロイドとの再婚も噂されていた。検死をおこなった「わたし」（ジェイムズ・シェパード医師）は睡眠薬の過剰摂取と判断したが、噂好きな姉キャロラインは早速あれこれと聞き出した上、夫人の死は自殺だと主張する。外出した「わたし」は、行き会ったロジャーから、相談したいことがあると言って夕食に誘われた。
夕方、屋敷を訪ねた「わたし」はロジャーから悩みを打ち明けられた。再婚を考えていたフェラーズ夫人から、「一年前に夫を毒殺した」ことを告白されたというのである。しかも、夫人はそのことで何者かから恐喝を受け続けていたという。そこにフェラーズ夫人からの手紙が届き、ロジャーが読み始めたところ、それは恐喝者の名前を告げようとする手紙だった。ロジャーは後で一人で読むと言って「わたし」に帰宅を促す。その夜ロジャーは刺殺され、フェラーズ夫人の手紙は消えた。
事件の捜査とその後の経緯
ロジャーの遺産を受け継ぐラルフが行方不明となっており、警察は彼を有力な容疑者とする。ロジャーの姪フローラは、探偵を引退して村に引っ越してきていたエルキュール・ポアロに助けを求めた。「わたし」は隣家の奇妙な外国人が探偵であることを知る。ポアロは依頼を引き受け、「わたし」を助手役に捜査を開始した。
ラルフの他に、事件当日、村で目撃された不審な男がいることが分かり、容疑者となる。「わたし」の家に来たポアロに、この事件についての書きかけの手記を読ませたところ、ポアロはその手記に感心する。執事のジョン・パーカーは以前の主人を恐喝した前科のある男だったが、殺人については否定する。事件当日に目撃された不審な男は、家政婦のエリザベス・ラッセルの息子だった。その息子が屋敷を訪れた時間は、ロジャーの死亡推定時刻とは食い違っている。フローラは、事件当日おじのロジャーの部屋から現金を盗み、それを隠すためにうそをついていたと告白する。そのため、ロジャーの死亡推定時刻が当初思われていたよりも早まる。
事件の真相
ポアロは関係者を一堂に集める。ポアロは「わたし」がラルフを精神病院に匿っていたことを皆に告げ、「シェパード医師の記録には書いていないこともある」と指摘する。ラルフは小間使いのアーシュラと密かに結婚していた。それを知って激怒したロジャーが殺されたため、疑われることを恐れたラルフは、「わたし」の勧めで身を隠していたのだ。ポアロは「明日になれば真相を警察に話します」と宣言する。
その後、ポアロは「わたし」と二人きりになり、真相を話す。ロジャーは、亡くなった日に録音機に声を録音していた。犯人がその声を再生したため、その声を聞いてロジャーが生きて話していると思ったパーカーの証言から死亡推定時刻が遅れることになったのだ。「ロジャーの死亡推定時刻にそばにいて、録音機を持ち運びできるかばんを持っていた人物が犯人で、それはシェパード医師である」とポアロは話す。
結末
ポアロは、フェラーズ夫人への恐喝の露見を恐れてロジャーを殺した「わたし」の動機を説明し、「あなたのお姉さんのためにも真相を隠しておきたいが、逃げ道が一つだけある」と言う。家に帰った「わたし」は、「これから睡眠薬を飲むことにする」と書いて手記を終える。

## 登場人物
エルキュール・ポアロ
私立探偵。引退し、からまつ荘でカボチャ（正確にはペポカボチャの一種で外見が冬瓜に似る）作りにいそしむ。
ロジャー・アクロイド
大富豪の地主。私生活では大変な倹約家である。
ラルフ・ペイトン
ロジャーの義子。皆に好かれているが、義父と異なり、金銭にだらしがない。
セシル・アクロイド夫人
ロジャーの義妹。夫（ロジャーの弟）と死別し、娘とともにロジャーのもとで暮らしている。
フローラ・アクロイド
セシルの娘。若く美しい女性である。ロジャーの希望によって、1か月前にラルフと婚約した。
ジェフリー・レイモンド
ロジャーの秘書。明るく、快活な青年。
ジョン・パーカー
ロジャーの執事。事件後、警察の捜査にひどく動揺する。
エリザベス・ラッセル
アクロイド家の家政婦。一時期、ロジャーの再婚相手と噂されていた。
アーシュラ・ボーン
アクロイド家の小間使い。仕事振りは優秀だが、事件当日に暇を願い出ていた。
ヘクター・ブラント少佐
ロジャーの旧友。有名な狩猟家である。人付き合いは苦手で、寡黙。
フェラーズ夫人
キングズ・バドック荘の未亡人。1年前に、大酒飲みの夫を亡くしている。
ジェイムズ・シェパード
医師で、ロジャーの友人。本作品の語り手である。
キャロライン・シェパード
ジェイムズの姉。噂好きな村人の中でも、特に情報収集に長けている。
ガネット
噂好きな老女。キャロラインとも仲がいい。
チャールズ・ケント
事件当日、屋敷を訪ねてきた正体不明の男。アメリカ訛りがある。
ハモンド
弁護士。ロジャーの遺言書を預かっていた。
ラグラン
警部。ポアロの手腕をあまり信用していない。
メルローズ
大佐で州警察本部長。ポアロの手腕や功績については認めている。

## 本作のトリック

### トリックの発想の起源と画期性
本作で使われた「語り手=犯人」のトリックは、クリスティが初めて用いたものではない。ただしクリスティ自身は、義兄ジェームズ・ワッツの「ちかごろの探偵小説は、だれでも犯人にしてしまうんだな。探偵本人が犯人というのもある。……もしワトソン医師みたいな人物が犯人という小説があったらどうか。」という、このごろの探偵小説を評した彼の言葉を独創的なものと評価した。さらに、インド総督ルイス・マウントバッテン卿からそれを発展させたアイディアを手紙で提示されたことを元にしてプロットを考案した。
この作品が発表された後、クリスティ自身は「このアイディアは、一度きりしか使えない独創的なもので（あとからこれを模倣した作品が多く出たが）、おそらくたいていの読者を驚かせるものである」と自賛している。クリスティは、おそらく他の先行作品に気づかなかった。ただし、自身には2人の語り手のうちの1人が犯人である『茶色の服の男』という先行作品がある。
この「記述者=犯人」トリックの先例は、1885年に出版されたロシアの作家アントン・チェーホフの『狩場の悲劇』、1917年に出版されたスウェーデンの作家S.A.ドゥーセの4番目の作品である『スミルノ博士の日記』である。さらにノルウェーのStein Riverton（スヴェン・エルヴェスタのペンネーム）による同じアイディアの作品 "Jernvognen---Kriminalroman" がある。
1921年に谷崎潤一郎が発表した『私』もこのトリックを使っており、その際に芥川龍之介から、イタリアにああいうものがあると言われたとのちに書いているが、どの作品かは特定されていない。

### トリックの位置付け
当時の推理小説は、エドガー・アラン・ポーのデュパン作品やコナン・ドイルのシャーロック・ホームズ・シリーズに代表されるように、「主人公である探偵役の活躍を別の登場人物が書いたもの」という形式が主流であった。過去のポアロ物も、ヘイスティングズ大尉が記述者という形を取っていた。
『アクロイド殺し』はヘイスティングズ大尉に代わってシェパード医師の手記という形式の小説であったが、そのシェパード医師自らが犯人であること、またそのことをポアロだけに対してではなく読者に対しても隠して騙すという、設定を逆手に取ったプロット、トリックを用いた。語り手のシェパード医師は「嘘は書かなかった」と作中で弁明しているとおり、嘘は書かなかったものの、自らが犯した殺人の決定的な描写をわざと曖昧に書いている。
これが今日に言う「叙述トリック」もしくは「信頼できない語り手」であったために、フェア・アンフェア論争を引き起こすこととなった。さらに同年にはクリスティの失踪事件も起き、話題が大きくなった。しかし、この作品によってクリスティはベストセラー作家の仲間入りを果たし、彼女の知名度を大きく高める結果となった。先述のように現在でも代表作の一つに挙げられる。

### フェア・アンフェア論争
このトリックがフェア・プレイでないとする側の代表は、ヴァン・ダインである。彼は「読者に対し仕掛けられている（この）トリックは、推理小説の作者の合法的な手法とは言いがたい。それゆえ、作中のポアロ探偵の捜査ぶりにはときおり秀でたところがあるのだが、その効果も結末によってすべて帳消しにされている。」と述べ、本作品を全然推奨しがたいものとして葬っている。そして、ヴァン・ダインはこの後、1928年に「ヴァン・ダインの二十則」を発表し、その第2項にて叙述トリックを否定している。
フェア・プレイであるとする論者の代表は、ドロシー・L・セイヤーズである。セイヤーズは、「このような（ヴァン・ダインの）見解は、作者のためうまくトリックにかけられたことを残念がって漏らすごくあたりまえの意見にすぎず、必要なデータはすべて提供されているのだから、読者たるもの鋭くさえあれば犯人を推定し得るはずであって、これ以上のことを作者に要求することはできない。つまり絶えず機知を働かせて、完全なる探偵のように、あらゆる人物を疑ってかかるのが読者の仕事だろう。」とクリスティを全面的に支持している。
エラリー・クイーンも支持者の一人である。「探偵作家論」を著したトムソンも「作中ポワロ探偵は『各人各様の解釈があるだけのことで、私はなにひとつ事実をかくしてはいない』と述べており、記述者シェパード医師も『ポワロ自身の発見したものをことごとく私に見せてくれただけ』と記しているし、ともにヴァン・ダインの所説と矛盾している」と肯定している。
レイモンド・チャンドラー、ジュリアン・シモンズなど、本格推理小説に対しシビアな意見を持つ論者でも、評価している者がいる。
日本ではアンフェアだという声はかなり高かったらしい。雑誌『宝石』誌上の江戸川乱歩と小林秀雄との1957年の対談において、小林は次のように批判している。
「いや、トリックとはいえないね。読者にサギをはたらいているよ。自分で殺しているんだからね。勿論嘘は書かんというだろうが、秘密は書かんわけだ。これは一番たちの悪いウソつきだ。それよりも、手記を書くと言う理由が全然わからない。でたらめも極まっているな。あそこまで行っては探偵小説の堕落だな。」「あの文章は当然第三者が書いていると思って読むからね。あれで怒らなかったらよほど常識がない人だね（笑）。」
ただ、対談の相手である江戸川乱歩はフェア・プレイ派である。横溝正史もまた小林信彦との対談で、対談のある流れのなかで「アンフェアーという気がしますしね」とは口にしているものの、エッセイ「クリスチー礼讃」で、「フェアーであろうがアンフェアーであろうが面白いのだから仕方がない」と賛辞を贈っており、自作の『蝶々殺人事件』などでこのトリックを借用している。
フェア・アンフェア論争の総括をしている瀬戸川猛資は、ミステリ界では「トリックそのものには先例があるものの、仕掛けの大きさにおいて比類のない作品である。犯人は嘘を書いているわけではないのだから決してアンフェアではない。こういう意表をついた大トリックに欺されることにこそ本格ミステリの醍醐味があるのであって、それに文句をつけるのはミステリの本当のおもしろさが理解できない人ではないか――というような意見が大勢をしめ、アンフェア説は完全に駆逐されてしまった。」と述べた上で、この作品には「客観性」がまったくないとして、アンフェア説に立っている。

## 作品の評価
- 作者ベストテンでは、1971年の日本全国のクリスティ・ファン80余名の投票、および1982年に行われた日本クリスティ・ファンクラブ員の投票のいずれにおいても、本作は2位に挙げられている（いずれも1位は『そして誰もいなくなった』）[12]。
- 各誌の海外ミステリー・ベストテンでは、1975年『週刊読売』で5位、1985年『週刊文春』（東西ミステリーベスト100）で8位、1999年『EQ』で8位、2005年『ジャーロ』で8位、2010年『ミステリが読みたい!』（海外ミステリ オールタイム・ベスト100 for ビギナーズ）で7位、2012年『週刊文春』（東西ミステリーベスト100）で5位と、近年においても高評価を維持している。
- 1990年に英国推理作家協会が選出した『史上最高の推理小説100冊』で5位に評価されている[注釈 7]。
- 1995年にアメリカ探偵作家クラブが選出した『史上最高のミステリー小説100冊』の総合で12位に評価されている[注釈 8]。
- 2015年にAGATHA CHRISTIE LIMITEDにより行われた「世界で一番好きなクリスティ・グローバル投票」で本作は3位に選出されている[13]。
- 2023年に『タイム』誌が選ぶ「史上最高のミステリー&スリラー本」オールタイム・ベスト100に選出されている[14]。

## 書誌情報
| 出版年                     | タイトル                                                 | 出版社             | 文庫名等                                                       | 訳者       | 巻末                                                                                    | ページ数    | ISBN           | カバーデザイン                    | 備考               |
| -------------------------- | -------------------------------------------------------- | ------------------ | -------------------------------------------------------------- | ---------- | --------------------------------------------------------------------------------------- | ----------- | -------------- | --------------------------------- | ------------------ |
| 1929年                     | アクロイド殺し                                           | 平凡社             | 世界探偵小説全集 第18巻                                        | 松本恵子   |                                                                                         | 425         |                |                                   | [ 注（一般書） 1 ] |
| 1939年6月16日              | 限りなき魅惑                                             | 紫文閣             |                                                                | 赤木春之   |                                                                                         | 336         |                |                                   |                    |
| 1950年                     | アクロイド殺し                                           | 雄鶏社             | おんどり・みすてりい                                           | 松本恵子   |                                                                                         | 341         |                |                                   |                    |
| 1955年 10月31日            | アクロイド殺し                                           | 早川書房           | 世界探偵小説全集 No.224 （現「ハヤカワ・ポケット・ミステリ」） | 松本恵子   |                                                                                         | 247         |                |                                   |                    |
| 1956年1月                  | アクロイドを殺したのは誰か？                             | 大日本雄辯會講談社 | クリスチー探偵小説集 / ポワロ探偵シリーズ3                     | 松本恵子   |                                                                                         | 269         |                |                                   |                    |
| 1956年                     | アクロイド殺害事件                                       | 東京創元社         | 世界探偵小説全集 14                                            | 大久保康雄 | 監修：江戸川乱歩ほか                                                                    | 282         |                |                                   |                    |
| 1957年                     | アクロイド殺人事件                                       | 角川書店           | 角川文庫 赤502－1                                              | 松本恵子   | 訳者あとがき                                                                            | 332         |                | 上原徹                            |                    |
| 1958年8月 第57刷改版1987年 | アクロイド殺人事件                                       | 新潮社             | 新潮文庫 135A, ク-3-1                                          | 中村能三   | 解説 中村能三                                                                           | 376 改版388 |                | 鈴木邦治、野中昇                  |                    |
| 1959年 5月20日             | アクロイド殺害事件                                       | 東京創元社         | 創元推理文庫 105-1                                             | 大久保康雄 |                                                                                         | 426         |                |                                   |                    |
| 1960年                     | アクロイド殺害事件・ ABC殺人事件                         | 東京創元社         | 世界名作推理小説大系 9                                         | 大久保康雄 | 中島河太郎                                                                              | 512         |                |                                   |                    |
| 1960年8月                  | アクロイド殺害事件・ うぐいす荘事件・ 皇帝の嗅ぎ煙草入れ | 中央公論社         | 世界推理名作全集 6 クリスティー カー                           | 河野一郎   | 中島河太郎                                                                              | 511         |                |                                   |                    |
| 1962年7月                  | アクロイド殺害事件                                       | 中央公論社         | 世界推理小説名作選                                             | 河野一郎   | 中島河太郎                                                                              | 260         |                |                                   |                    |
| 1962年                     | アクロイド殺害事件・ ABC殺人事件・ ポアロ捜査ノート      | 東都書房           | 世界推理小説大系 第13（クリスチー）                            | 原百代     | 解説：中島河太郎                                                                        | 302         |                |                                   |                    |
| 1972年5月                  | アクロイド殺害事件                                       | 講談社             | 世界推理小説大系 5                                             | 原百代     |                                                                                         | 365         |                |                                   |                    |
| 1974年 11月15日            | アクロイド殺害事件                                       | 講談社             | 講談社文庫BX 2-1                                               | 原百代     | 徳野雅仁                                                                                | 350         |                |                                   |                    |
| 1979年 2月28日             | アクロイド殺し                                           | 早川書房           | ハヤカワ・ミステリ文庫 1-45                                    | 田村隆一   | 解説：田村隆一                                                                          | 353         |                | 真鍋博                            |                    |
| 1984年5月                  | エルキュル・ポアロ                                       | 講談社             |                                                                | 原百代     | 解説：「ポアロとクリスティーの横顔」数藤康雄 「アガサ・クリスティー著作リスト」各務三郎 | 493         | 4-06-203404-2  |                                   |                    |
| 1998年10月                 | アクロイド殺害事件                                       | 集英社             | 集英社文庫 「乱歩が選ぶ黄金時代ミステリーBEST10」シリーズ 6    | 雨沢泰     |                                                                                         | 390         | 978-4087488340 |                                   |                    |
| 2003年                     | アクロイド殺し                                           | 早川書房           | クリスティー文庫3                                              | 羽田詩津子 | 解説：笠井潔                                                                            | 440         | 4-15-130003-1  | Hayakawa Design                   |                    |
| 2004年 3月26日             | アクロイド殺害事件 [新版]                                | 東京創元社         | 創元推理文庫M-ク-2-1                                           | 大久保康雄 |                                                                                         | 426         | 978-4488105433 | 装画：ひらいたかこ 装幀：小倉敏夫 |                    |
| 2004年10月                 | アクロイド殺害事件                                       | 嶋中書店           | 嶋中文庫 グレート・ミステリーズ 2                              | 河野一郎   |                                                                                         | 491         | 978-4861563119 |                                   |                    |

注釈（一般書）
1. ↑  「クラパムの料理女」「呪はれたる長男」「魔法の人」併録。
2. ↑  現在、グーテンベルク21が電子書籍化している。
3. ↑  改版時に「解説 海渡英祐」に差し替え。1981年に翻訳者の中村能三が亡くなっていたためその翻訳文の特徴について触れる。
4. ↑  「ABC殺人事件」は堀田善衛訳。
5. ↑  「皇帝の嗅ぎ煙草入れ」は中村能三訳。
6. ↑  「ABC殺人事件」と「ポアロ捜査ノート」は堀内英子訳。
7. ↑  「オリエント急行殺人事件」を併録。
8. ↑  併録の「オリエント急行殺人事件」は久万嘉寿恵訳。
9. ↑  数藤康雄=編、従来講談社文庫で発行されていたものの合本。「スタイルズ荘の怪事件」、「ゴルフ場殺人事件」、「アクロイド殺害事件」、「青列車の謎」、「オリエント急行殺人事件」、「ABC殺人事件」（アクロイドのみ原百代、それ以外は久万嘉寿恵の翻訳）を収録。

| 出版年         | タイトル                                             | 出版社   | 文庫名等                         | 訳者       | 巻末             | ページ数 | ISBN           | カバーデザイン                                                       | 備考         |
| -------------- | ---------------------------------------------------- | -------- | -------------------------------- | ---------- | ---------------- | -------- | -------------- | -------------------------------------------------------------------- | ------------ |
| 1983年 2月     | アクロイド殺害事件                                   | 秋田書店 | ジュニア版・世界の名作推理全集 7 | 山村正夫   | 監修：中島河太郎 | 206      | 425300704X     |                                                                      | ハードカバー |
| 1990年 10月    | 名探偵ポワロ いったい誰が犯人だ?!―アクロイド殺人事件 | ポプラ社 | ポプラ社文庫―怪奇・推理シリーズ  | 新井真弓   |                  | 222      | 459103674X     | 大野豊                                                               | 新書判       |
| 1998年 9月     | アクロイド殺人事件                                   | 偕成社   | 偕成社文庫                       | 茅野美ど里 |                  | 468      | 4036523503     | 村上かつみ                                                           | 完訳版       |
| 2005年 4月15日 | アクロイド氏殺害事件                                 | 講談社   | 講談社青い鳥文庫                 | 花上かつみ |                  | 426      | 4-06-148682-9  | 高松啓二                                                             | 新書判       |
| 2022年 6月22日 | 名探偵ポアロ アクロイド殺し                          | 早川書房 | ハヤカワ・ジュニア・ミステリ     | 羽田詩津子 | 大矢博子 解説    | 440      | 978-4152101464 | イラスト:二階堂 彩 イラスト編集:サイドランチ 装幀:早川書房デザイン室 | 完訳版       |

## 翻案作品

### 舞台劇
- 『アリバイ（英語版）』 - 1928年にチャールズ・ロートン主演で公演された。1929年にはマイクル・モートンが執筆した同舞台の戯曲が刊行された。この戯曲は、日本でも長沼弘毅や山口雅也の翻訳で発売されている。

| 出版年         | タイトル | 出版社   | 文庫名等                             | 訳者     | 巻末     | ページ数 | ISBNコード        | カバーデザイン | 備考 |
| -------------- | -------- | -------- | ------------------------------------ | -------- | -------- | -------- | ----------------- | -------------- | ---- |
| 1954年11月30日 | アリバイ | 早川書房 | 世界探偵小説全集144                  | 長沼弘毅 | 長沼弘毅 | 158      |                   |                | 絶版 |
| 2019年6月14日  | アリバイ | 原書房   | 海外ミステリ叢書 《奇想天外の本棚》1 | 山口雅也 |          | 240      | 978-4-56-205670-5 |                |      |

### 映画
- Alibi - 1931年、イギリス。
- Неудача Пуаро - 2002年、ロシア。

### テレビドラマ
- 『名探偵ポワロ』「アクロイド殺人事件」 - 2000年、イギリス。犯罪人の手記をポワロが読み上げるという体裁でストーリーが進行し、原作の叙述トリックは活かされていない。ポワロの助手をシェパード医師ではなくジャップ警部が務め、キャロラインが「妹」に変更されている。アクロイドは原作より年長であり、化学工場の経営者となっている。
- 『黒井戸殺し』 - 2018年4月14日放送。日本・フジテレビ。舞台を昭和20年代の日本に置き換えた翻案作品となり、三谷幸喜が脚本を担当。ポアロにあたる勝呂武尊（すぐろ たける）を野村萬斎が演じる[15]。

## 関連書籍
- ピエール・バイヤール『アクロイドを殺したのはだれか』
  - 原題:Pierre Bayard Qui a tué Roger Ackroyd ?
  - 大浦康介訳（筑摩書房、2001年）、ISBN 978-4480837110
  - 著者はフランスの文学理論家。ポアロの推理における疑問点を追求し（十分に合理的な）真犯人を明らかにした論考。
- 内田隆三『ロジャー・アクロイドはなぜ殺される 言語と運命の社会学』岩波書店、2013年